# George S. E. Vaughn
George S. E. Vaughn (quelquefois écrit George Vaughan ou George E. Vaughn) (1823 – 26 août 1899)  était un confédéré condamné pour espionnage durant la Guerre de Sécession. Il fut gracié par Abraham Lincoln une heure avant son assassinat ; ce qui fut le dernier acte officiel du président.
Vaughn était né en Virginie, d'où il avait déménagé pour Canton, dans le Missouri. Il avait été recruté dans le Missouri State Guard confédéré par Martin E. Green, frère du sénateur américain James S. Green.
Green, alors qu'il campait à Tupelo, dans le Mississippi; dépêcha Vaughn pour porter des lettres à sa femme, à Canton. Vaughn fut capturé à six miles (dix km) au sud de Canton, à La Grange, dans le Missouri. Les lettres furent trouvées, et Vaughn fut accusé d'être un espion et condamné à être fusillé.